# Dichochrysa arabica
Dichochrysa arabica är en insektsart som beskrevs av Hölzel 1995. Dichochrysa arabica ingår i släktet Dichochrysa och familjen guldögonsländor. Inga underarter finns listade i Catalogue of Life.